# Gavino Matta
Pour les articles homonymes, voir Matta.
Gavino Matta est un boxeur italien né le 9 juin 1910 à Sassari, et mort le 20 janvier 1954 dans la même ville.

## Carrière
Il remporte la médaille d'argent dans la catégorie poids mouches aux Jeux olympiques de Berlin en 1936. Après avoir battu Martinus Lambillion, Kaj Frederiksen, Raoul Degrysse et Louis Laurie, Gavino Matta est défait aux points en finale contre l'Allemand Willy Kaiser. 

## Palmarès

### Jeux olympiques
- Jeux olympiques de 1936 à Berlin[1] (poids mouches)